# Superkavitierender Unterwasserlaufkörper

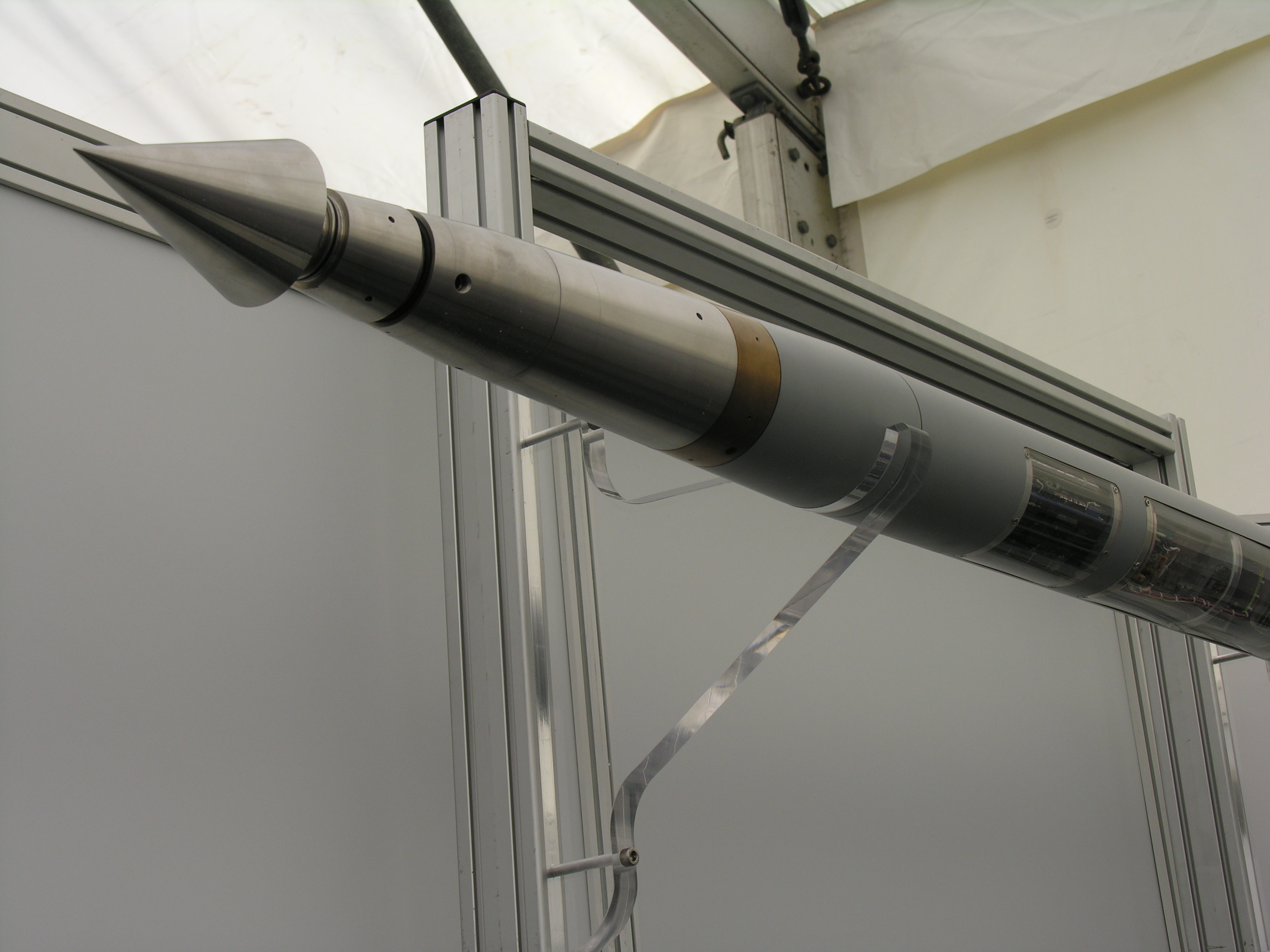
Barracuda (TechDemo'08), 2008

Der Superkavitierende Unterwasserlaufkörper (früher auch Barracuda) war ein Entwicklungsprojekt des deutschen Rüstungsunternehmens Diehl BGT Defence in Kooperation mit der Deutschen Marine. Der Superkavitations-Torpedo zur Nahbereichsabwehr von Unterwasserzielen wurde 2005 als Versuchsmuster der Öffentlichkeit vorgestellt, es kam jedoch weder zu einer Serienentwicklung noch zur Beschaffung.
Diese Form des Torpedos (Unterwasserlaufkörper) löst das Problem des hohen Reibungswiderstandes unter Wasser mittels des Superkavitationseffektes, bei dem sich ab einer Geschwindigkeit von rund 180 km/h unter Wasser eine mit Wasserdampf gefüllte Kavitationsblase um den bewegten Körper bildet. Nur noch die Spitze steht in Kontakt mit dem Wasser, wodurch der Reibungswiderstand stark reduziert wird. Der Antrieb eines solchen Torpedos kann nicht mehr über einen Propeller erfolgen, sondern erfordert ein Raketentriebwerk.
Zur Steuerung besitzt dieser Torpedo ein schwenkbares Kopfsegment. Steigt oder sinkt der Torpedo, ändert sich auch der auf ihn wirkende Wasserdruck, und die Kavitationsblase verändert sich. Beim Sinken nimmt der Wasserdruck zu, und die Blase wird zusammengedrückt; steigt der Torpedo, sinkt der Druck, und die Blase wird größer. Um die Blase bei steigendem Wasserdruck intakt zu halten, wird zusätzlich Gas in die Blase gepumpt.
Der Torpedo erreicht nach Herstellerangabe unter Wasser eine Geschwindigkeit von über 400 km/h und ist lenkbar. Er ist dabei nicht auf den Abschuss von U-Booten aus angewiesen, sondern kann auch aus der Luft ins Wasser eintauchen und dort seine Superkavitationsfahrt aufnehmen.
Ein solcher Torpedo wäre derzeit nicht abwehrbar und würde daher eine effektive Nahbereichswaffe auch gegen stark geschützte und bewegliche Seeziele darstellen. Das System sollte aufgrund seiner hohen Wendigkeit auch in der Lage sein, andere ungelenkte Superkavitationstorpedos zu bekämpfen.
Das System ist mit dem sowjetischen Schkwal aus dem Jahr 1977 vergleichbar.